# Croce cristiana

La tradizionale forma della croce nel cristianesimo occidentale, detta "croce latina".

La croce cristiana è una rappresentazione stilizzata dello strumento usato dai romani per l'esecuzione capitale tramite crocifissione, il supplizio che secondo i vangeli e la tradizione cristiana venne inflitto a Gesù Cristo; è il simbolo cristiano più diffuso e riconosciuto. L'interesse degli studiosi si è rivolto sia sulle origini del simbolo grafico sia sul suo utilizzo nei primi secoli cristiani sia sulla valenza simbolica associata alla croce negli scritti neotestamentari.

## Significato
Per i cristiani la croce costituisce un ricordo della passione, morte e risurrezione di Gesù, fasi inseparabili di una sola vicenda. Perciò la croce è principalmente un simbolo di speranza e di "negazione delle immagini sbagliate di Dio" ed è un ricordo dell'invito evangelico a imitare Gesù in tutto e per tutto, accettando pazientemente anche la sofferenza.

## Storia

### Presenze pre-cristiane del simbolo grafico
Trattandosi di un segno grafico molto semplice, il simbolo della croce è attestato in moltissime culture antecedenti il cristianesimo sia come semplice schema decorativo, sia con motivazioni funzionali, sia infine con molteplici significati simbolici, non necessariamente religiosi. La croce egiziana, il celebre ankh, avendo dominato la religione egiziana per 3000 anni può a buon ragione considerarsi la croce spirituale con la più lunga durata, la quale, come Iside col bambino Horus, deve avere certamente influito sulla croce cristiana. La tipologia della croce latina, prevalente nel cristianesimo, non compare in alcuno degli antichi culti, ma due forme pre-cristiane appaiono con una certa frequenza in particolari contesti cristiani: l'ankh egiziana, simbolo della vita, si vede in molti monumenti dei copti per sottolineare che la crocifissione di Cristo è sorgente di risurrezione e la svastica si trova in tombe pre-costantiniane come simbolo velato della croce, quando la sua esibizione non era ammessa.
Affine alla croce cristiana consueta è anche la Croce di Sant'Antonio (crux commissa), che nel 1853 il pamphlet Le due Babilonie collegò arbitrariamente alla lettera Τ (tau), iniziale del nome in lingua greca del dio accadico/babilonese (non greco) Tammuz.
Questa teoria, creata dal teologo presbiteriano Alexander Hislop come motivo di propaganda anti-cattolica, ha continuato a trovare credito tra i fondamentalisti cristiani protestanti, come Ethelbert William Bullinger o William Edwy Vine, e tra i Testimoni di Geova che hanno frequentemente riprodotto stralci di Hislop nelle proprie pubblicazioni, come La Torre di Guardia. Ancora oggi questa teoria compare, sempre senza fonti antiche e spesso neppure moderne, nei blog su Internet.

### I primi secoli del Cristianesimo
Sin dai primi secoli cristiani la croce compare nei testi e nelle immagini prodotte dai cristiani.

#### Nei testi dei padri della chiesa
La centralità della croce nel pensiero e nel culto cristiano trova abbondante testimonianza sin dai testi scritti nel II secolo, in alcuni casi pochi decenni dopo la redazione dei vangeli. Ad esempio:
- Nella Lettera di Barnaba, un autorevole scritto subapostolico (scritto fra il 70 e il 130), si collega con la croce di Cristo la forma grafica della lettera greca tau presente nel numero 318, che compare in Genesi 14,14[10][11].[senza fonte]
- Giustino (100-162/168), che scrive verso la metà del II secolo, confronta l'olocausto dell'agnello pasquale nel Tempio di Gerusalemme con la morte in croce di Gesù e nota che anche l'agnello viene sacrificato su una croce, quella formata dai due spiedi; uno longitudinale e l'altro trasversale per legarvi gli arti[12].
- Tertulliano (160-230) afferma che i cristiani sono Crucis religiosi ("devoti della Croce") e polemizza con i pagani, che avevano una venerazione religiosa per le proprie insegne militari (i vexilla o labari), ironizzando che anch'essi adoravano una croce, solo la coprivano con un vestito perché si vergognavano di adorarne una nuda[13].
- Nel terzo capitolo del De Corona, Tertulliano parla dell'utilizzo continuo del segno della croce da parte dei cristiani.

(De corona militis, III)
Non sorprende, quindi, che il simbolo della croce fosse universalmente associato al cristianesimo almeno dalla fine del II secolo quando compare negli argomenti anti-cristiani citati da Marco Minucio Felice. Anche Clemente di Alessandria, morto fra il 211 e il 216, ritiene il simbolo della croce così tipicamente cristiano da chiamarlo "il segno del Signore" (τὸ κυριακὸν σημεῖον) senza timore di alcuna ambiguità.

La Jewish Encyclopedia conferma: 

## Nella paleografia
Le prime rappresentazioni grafiche della croce cristiana sono forse quelle sotto forma di staurogramma in alcuni importanti e antichi papiri (circa dell'anno 200) fra cui il Papiro 45, Papiro 66 e Papiro 75.
Gli staurogrammi sono abbreviazioni pittografiche della parola greca "stauros" (=croce), in cui sembra essere rappresentata non solo la croce latina, ma addirittura il capo del condannato.

## Nell'iconografia

ichthys o pesce, simbolo rappresentante Cristo nei primi secoli cristiani

Nel primo periodo della cristianità – a giudicare dallo studio delle catacombe – il simbolo della croce, graffiato nel tufo o tracciato con il colore,- si trova abbastanza di rado; esso è certamente meno frequente degli altri simboli della Cristianità (come il pesce, i pani o l'ancora). Più diffuso si ritiene esser stato l'uso della "crux dissimulata", ottenuta, ad esempio, interponendo la lettera "tau" maiuscola (T) al centro del nome del defunto. Solo dopo il decreto di Costantino la diffusione del simbolo della croce si espande e si articola in tipologie sempre più numerose, fra cui la "crux commissa" (T), la "croce latina" (†) (detta anche "crux immissa") o la croce greca (+).
La rarità delle raffigurazioni della croce nei primi secoli cristiani ha determinato controversie da parte sia dei Testimoni di Geova sia di alcuni studiosi anti-cristiani. Secondo i primi ciò costituirebbe una prova che il supplizio di Gesù non avrebbe avuto luogo su una croce, ma su un semplice palo (simbolo, però, totalmente assente nella simbologia cristiana di tutti i secoli, anche i primi). La raffigurazione della croce si sarebbe diffusa in occidente solo con Costantino il Grande (cfr. le voci In hoc signo vinces e Descrizioni della croce nell'antichità).
Sia gli studiosi cristiani che la maggioranza di quelli laici hanno fatto notare che tutta l'iconografia cristiana delle origini è inevitabilmente scarsa e ambigua, sia a causa delle persecuzioni sia per una precisa scelta liturgica. I primi cristiani, infatti, seguirono rigorosamente le limitazioni giudaiche sull'utilizzo di immagini. Nel canone 36 del concilio di Elvira (303-306) si prescrive esplicitamente: Ci è sembrato bene che nelle chiese non ci debbano essere pitture, in modo che non sia dipinto sui muri ciò che è onorato e adorato.

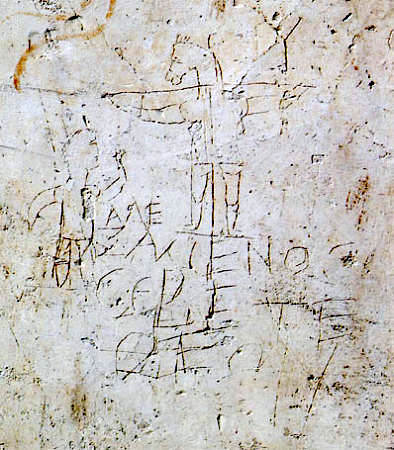
Il Graffito di Alessameno, conservato presso l'Antiquarium del Palatino

Inizialmente i cristiani utilizzarono solo motivi iconografici comuni alla cultura classica (es. il Buon Pastore) o criptici, come il pesce, collegato a Gesù solo dal cristogramma Ichthys, o l'ancora, un simbolo la cui forma ricorda una croce (rovesciata) e che è collegata a Cristo dalla Lettera agli Ebrei 6,19-20.
Paradossalmente l'assenza della croce dimostrerebbe proprio che sin da allora la croce era un simbolo inequivocabilmente cristiano e perciò pericoloso da esporre in luoghi pubblici come le catacombe. Non è quindi un caso se uno dei disegni più antichi della croce, il graffito di Alessameno, venne eseguito da un pagano in data sconosciuta fra l'anno 85 e il III secolo. Il riferimento al cristianesimo si dedurrebbe dalla testa d'asino posta sul capo di Cristo; una forma di denigrazione nota da alcune fonti scritte.
Inoltre sono conservate ancora raffigurazioni di Gesù in croce di periodi anteriori all'epoca di Constantino. Presso il British Museum di Londra si trova una tale raffigurazione scolpita alla fine del II secolo o all'inizio del seguente, probabilmente in Siria, in una gemma di diaspro destinata ad essere usata como amuleto. Presenta la figura di un uomo nudo le cui braccia sono legate con vincoli alla traversa di una croce. L'iscrizione in lingua greca combina parole magiche con termini cristiani. Il catalogo di una mostra del 2007 dice: "L'apparizione della Crocifissione in una gemma di data così precoce suggerisce che immagini di tale tema (ora perdute) possono essere state diffuse nel II e nel III secoli, probabilmente in contesti cristiani normali". Della metà del IV secolo è un'altra gemma, probabilmente anch'essa di provenienza siriana, che faceva parte di un sigillo personale. Presenta Gesù in croce con i dodici apostoli a destra e a sinistra.

## Centralità della croce nell'elaborazione teologica del Nuovo Testamento
Il significato della morte in croce di Gesù è stato ed è tuttora oggetto di riflessione per i teologi. È considerato un mistero, intendendo con ciò un evento il cui significato è comprensibile ma inesauribile; sempre nuovi legittimi punti di vista possono aggiungersi a quelli passati. Questo mistero venne considerato il punto fondamentale della fede cristiana già sin dalle lettere di Paolo, ritenute fra i più antichi documenti del Nuovo Testamento (i testi seguenti sono tratti dalla Bibbia CEI):
(1 Corinzi, 2, 1-2)
L'adesione a Cristo, secondo San Paolo, non è adesione intellettuale, né sforzo di osservare la morale, ma imitazione di Cristo, soprattutto nell'atteggiamento di affidamento alla volontà di Dio (Marco, 14, 36; Matteo 26, 39; Luca 22, 41). Il rapporto amoroso di fede aiuta a dimenticare il proprio Io (cfr. kenosis) e a unirsi a Cristo, come membra di un unico corpo (o Corpo mistico), nella figliolanza di Dio. Nel linguaggio di Paolo si tratta di partecipare alla morte di Cristo per partecipare sin da ora alla sua risurrezione:
(Galati 5, 24)
(Romani 6, 6-7)
(Romani 8, 17)
Un ulteriore approfondimento della teologia paolina è motivato dalla riflessione su alcuni passi dell'Antico Testamento, fra cui soprattutto Deut. 21, 22-23 e Isaia 53 alla luce anche della dottrina ebraica della retribuzione. Si trova qui la radice della dottrina dell'espiazione, secondo la quale Gesù sarebbe l'agnello pasquale, sacrificato per i peccati degli uomini:
(2Corinzi, 5, 21)
(Galati, 3, 13-14)
La dottrina della croce come sacrificio espiatorio era suggerita anche dalle circostanze della morte di Gesù: spirato proprio nel momento in cui gli ebrei sacrificavano l'agnello pasquale trafiggendolo con due spiedi disposti in croce. L'interpretazione della morte di Gesù come sacrificio espiatorio è molto lontana dalla sensibilità dei cristiani odierni e dalle elaborazioni di molti teologi, ma per i primi cristiani aveva il pregio di dare a molti brani dell'Antico Testamento un nuovo significato: quello di allegorie o profezie cristologiche.
I concetti teologici sulla croce sopra esposti si diffusero fra i cristiani tramite la lettura del nuovo testamento e nel secondo millennio anche tramite l'Imitazione di Cristo, il libro più diffuso di tutta la letteratura cristiana occidentale, o opere simili.

## Altre ipotetiche profezie bibliche della croce cristiana
La centralità della croce già per i primi cristiani risalta anche dall'interpretazione che essi diedero della Bibbia.
Rileggendo, infatti, la Bibbia alla luce della crocifissione i Cristiani furono molto colpiti dal più piccolo accenno, che richiamasse alla mente la croce.
Dato che la liberazione dalla schiavitù d'Egitto è tradizionalmente vista anche come simbolo prototipale della liberazione dal male e dal peccato, gli effetti miracolosi che nel Libro dell'Esodo sono associati al gesto di stendere le mani vennero interpretati come una profezia della potenza salvifica della croce:
- Annunciando la liberazione dall'Egitto Dio dichiara: "Vi libererò dalla schiavitù e vi libererò con braccio teso" (Esodo,6,6-8[26]). Il braccio disteso era segno di potenza e non di giuramento, infatti subito sotto (6,8) Dio giura "a mano alzata";
- In occasione dell'attraversamento del Mar Rosso l'intervento miracoloso di Dio si manifesta quando Mosè stende il braccio con salvezza degli israeliti e rovina degli egiziani (Esodo, 14,21-27[27]);
- Nella battaglia contro gli Amaleciti Israele prevale solo se Mosè continua a tenere le braccia sollevate dai fianchi (Esodo, 17,11-12[28]), disponendo, cioè, il proprio corpo come una croce. Il testo non specifica affatto che le braccia erano spalancate, anziché sollevate sopra le testa. La Lettera di Barnaba, però, l'interpreta proprio così (12, 2). Anche Ireneo di Lione interpretò il testo nella stessa maniera[29]. L'espressione, poi, con cui Dio parla di distruggere perfino il ricordo degli Amaleciti è esattamente la stessa utilizzata per cancellare il ricordo dei peccati degli Ebrei in altri testi biblici (Salmi, 51,1, Isaia, 43,25, Michea 7,18-19);

Paolo di Tarso aveva probabilmente in mente anche questi brani quando nel testo di 1 Cor 1,18 sopra citato associa la "potenza di Dio" alla Croce.
Un altro brano, nel quale i primi cristiani videro una prefigurazione della croce di Cristo, è nel libro di Ezechiele e recita:
A riguardo di esso, Tertulliano, per il quale "tau" significava la lettera greca, osservò: "La lettera greca tau, la nostra lettera T, è l'immagine della croce che il profeta presagì che noi avremmo portato sulla fronte". E Origene, all'apprendere che nella scrittura paleo-ebraica la lettera tau aveva forma di croce, considerò come più probabile che il brano riguardava profeticamente l'usanza dei cristiani di tracciarsi ripetutamente una croce sulla fronte all'iniziare ogni loro attività e in particolare quando si mettevano a pregare e a leggere i testi sacri.

## Simbolismo
Nel corso dei secoli e nelle diverse culture il simbolo della croce è stato rappresentato in molte diverse maniere. Anzitutto la croce può essere riprodotta con il corpo del Crocifisso o senza. L'assenza del corpo, tipica della chiesa protestante, ma usata anche nelle altre chiese, enfatizza la fede nella risurrezione di Gesù.
L'immagine del Crocifisso si diffonde a partire dall'XI secolo, ma inizialmente il Cristo era rappresentato con gli occhi aperti e la testa ritta, come già presago della risurrezione (Christus triumphans).
Secondo Jacques Le Goff la "dolorizzazione della devozione di Cristo" si diffonde a partire dal XIII secolo sotto l'influenza degli ordini mendicanti, che promuovono la solidarietà verso gli umili, i malati e soprattutto i poveri espressa tramite concrete opere di misericordia. L'immagine del Cristo sofferente (Christus patiens) è funzionale a enfatizzare l'identificazione evangelica fra Cristo e ogni bisognoso (cfr. Mt. 25, 31-40). A partire dal XIV secolo il ricordo della Passione di Gesù si arricchisce di altri motivi iconografici, fra cui la rappresentazione degli strumenti della passione (chiodi, martello, lancia, ecc.), e si prolunga con la rappresentazione della deposizione del Crocifisso e della meditazione sul suo cadavere.
L'adozione dell'iconografia del crocifisso per rappresentare la solidarietà con i sofferenti si è estesa al di fuori del cristianesimo ed è utilizzata anche da artisti ebrei, agnostici o atei.
Anche la forma della croce ha un significato. La croce latina e la croce di Sant'Antonio mirano a riprodurre la forma del patibolo usato dai romani; la forma della croce greca, quella con i bracci di uguale lunghezza, ha un significato simbolico.
Per Rudolf Steiner il simbolo esoterico della croce rappresenta i diversi stadi dell’evoluzione spirituale. Le piante vengono disposte nella parte inferiore verticale perché il loro io si trova in basso e gli organi riproduttivi verso l’alto. Gli animali si trovano sull’asse orizzontale sia per la posizione assunta che per il livello evolutivo. L’uomo si trova nella parte superiore dell’asse verticale essendo all’opposto delle piante, con un io verso l’alto e gli organi riproduttivi verso il basso.
Sul significato esoterico della croce René Guénon ha scritto il libro Il simbolismo della croce, in cui espone dettagliatamente tutti gli aspetti simbolici ad esso associato.

## Esposizione della croce nei locali pubblici
L'esposizione della croce sulle pareti dei locali pubblici come aule scolastiche e aule di tribunali ha fatto nascere il problema se ciò violi il principio della laicità dello stato. Nei paesi di tradizione cristiana, fatta eccezione la Francia, l'esposizione è perlopiù ammessa.

### Esposizione della croce nei locali pubblici italiani
Anche in Italia la questione è stata ripetutamente discussa in tribunale a seguito della richiesta di rimozione dei simboli cristiani dai locali pubblici, posta da alcuni cittadini. La questione ha trovato una risposta nella decisione n. 556 emessa dal Consiglio di Stato il 13 febbraio 2006, con la quale è stato stabilito che il simbolo è idoneo a esprimere "valori civilmente rilevanti", come l'uguaglianza e la solidarietà, che stanno alla base ed ispirano il nostro intero ordinamento costituzionale ovvero il fondamento del nostro vivere civile. «In tal senso il crocifisso potrà svolgere, anche in un orizzonte laico, diverso da quello religioso che gli è proprio, una funzione simbolica altamente educativa, a prescindere dalla religione professata dagli alunni».
Tale pronuncia è contrastata dalla sentenza di una delle Camere della Corte europea dei diritti dell'uomo che ha stabilito il 3 novembre 2009, in risposta al ricorso di una cittadina italiana, che un "segno esteriore forte" della religione cattolica, quale certamente è il crocifisso, «...possa essere perturbante dal punto di vista emozionale per gli studenti di altre religioni o che non ne professano alcuna», violando in tal modo gli artt. 18 e 26 della Convenzione europea per la salvaguardia dei diritti dell'uomo e delle libertà fondamentali del 1948.
Tale sentenza è stata poi ribaltata in 2º grado il 18 marzo 2011, quando la Grand Chambre, con 15 voti a favore e due contrari, ha assolto l'Italia, accettando la tesi in base alla quale non sussistono elementi che provino l'eventuale influenza sugli alunni dell'esposizione del crocifisso nella aule scolastiche.

## Congregazioni e Ordini religiosi cattolici della Croce
Sono numerosi gli istituti religiosi cattolici intitolati alla Croce. Tra questi:
- Le Canonichesse della Croce
- I Canonici regolari della Santa Croce
- La Congregazione di Santa Croce
- Le Figlie della Croce, di Liegi
- Le Figlie della Croce, di Palermo
- Le Figlie della Croce, di Parigi
- Le Figlie della Croce, Suore di Sant'Andrea
- Le Figlie della misericordia e della Croce
- Le Francescane della Croce del Libano
- I Fratelli francescani della Santa Croce
- Le Operaie della Croce
- L'Ordine della Santa Croce
- Le Sorelle della compagnia della Croce
- Le Suore amanti della Santa Croce
- Le Suore benedettine samaritane della Croce di Cristo
- Le Suore dell'Addolorata e della Santa Croce
- Le Suore della Croce, di Chavenod
- Le Suore della Croce, di Strasburgo
- Le Suore della Croce, di Saint-Quentin
- Le Suore della Croce del Sacro Cuore di Gesù
- Le Suore della Santa Croce di Menzingen
- Le Suore della Santa Croce di Notre Dame
- Le Suore della Santa Croce e Passione di Nostro Signore Gesù Cristo
- Le Suore della Santa Croce e dei Sette Dolori
- Le Suore di carità della Santa Croce
- Le Suore di Loreto ai piedi della Croce
- Le Suore francescane adoratrici della Santa Croce
- Le Suore Marianite di Santa Croce

## La croce in araldica
Dalla croce cristiana o dai simboli precristiani sono derivate, nei secoli, tanti altri tipi di croce. Questi sono alcuni esempi:
In tutte le varianti, i due bracci orizzontale o verticale della croce sono tra loro perpendicolari e perfettamente diritti, privi di curvatura e deformazioni verso l'interno o verso l'esterno.
- Croce patriarcale o Croce di Lorena
- Croce di Malta
- Croce celtica
- Croce ugonotta
- Croce copta
- Croce di Santa Brigida
- Croce templare